# Тюгандзи, Юкити
Юкити Тюгандзи (яп. 中願寺 雄吉 Тю:гандзи Ю:кити, 23 марта 1889 — 28 сентября 2003) — японский долгожитель. Являлся старейшим живущим мужчиной Земли с 3 января 2002 года до момента смерти (после смерти долгожителя Антонио Тодде и старейшим человеком планеты с 29 декабря того же года (после смерти долгожительницы Мэй Харрингтон). Ему принадлежит также ряд возрастных рекордов как в масштабах Японии и Азии, так и в масштабах всей планеты. До 23 мая 2022 года он входил в топ 100 старейших людей в мировой истории. Его возраст составлял 114 лет 189 дней.

## Биография
Юкити Тюгандзи родился в селе Тикуси уезда Кютикуси (современный город Тикусино) на острове Кюсю. В 1906 году он окончил школу, после чего долгие годы занимался разведением шелкопряда, а затем проблемами социального обеспечения. Тюгандзи на протяжении всей жизни был общественно активен и возглавлял местную общину. Только в последние годы он перестал сам ходить голосовать на выборы — сказались серьезные проблемы со зрением.
Юкити всегда любил хорошо поесть, до глубокой старости не отказывал себе в мясе и рыбе, но зато никогда не употреблял алкоголь и табак. В последние годы жизни, несмотря на свой почтенный возраст, Тюгандзи обладал хорошим здоровьем. Он принимал твёрдую пищу, а одним из его любимых лакомств были леденцы на палочке. Свой последний, 114-й день рождения долгожитель встретил в кругу семьи, в том числе со своей старшей 73-летней дочерью Кёко.
Тюгандзи скончался 28 сентября 2003 года, в возрасте 114 лет 189 дней, в городе Огори, где проживал последние годы. По словам близких, он умер после завтрака, выпив стакан яблочного сока. Долгожитель, как обычно, поблагодарил родственников за трапезу, а потом навсегда закрыл глаза.

## Рекорды долголетия
- 18 января 2000 года после смерти долгожителя Садаёси Танабэ[англ.] стал старейшим мужчиной Японии.
- 1 октября 2001 года в возрасте 112 лет и 191 дней он стал старейшим когда-либо жившим мужчиной Японии. Этот титул он держал 10 лет, пока его рекорд не был побит 25 октября 2011 года соотечественником Дзироэмоном Кимурой.
- 3 января 2002 года после смерти Мацуно Оикавы стал старейшим жителем Японии. В этот же день, после смерти итальянского долгожителя Антонио Тодде, был признан старейшим мужчиной планеты.
- 29 декабря 2002 года после смерти долгожительницы Мэй Хэррингтон получил звание старейшего жителя планеты. Является одним из шести мужчин, имевших данное звание (другие — Уильям Фуллингим, Джон Мозли Тернер, Мэтью Бирд, Эмилиано Меркадо дель Торо и Дзироэмон Кимура)
- До 25 октября 2011 года числился старейшим когда-либо жившим мужчиной Азии. Этот титул также был отобран Кимурой.
- Занимает шестую строчку в списке старейших мужчин за всю историю человечества, чей возраст полностью подтверждён.